# Neuwühren
Neuwühren ist ein Dorf im Kreis Plön in Schleswig-Holstein. Es besteht aus drei Höfen (Neuwühren I bis III) und gehört zur Gemeinde Pohnsdorf.

## Geschichte
Bereits im „Kieler Stadtbuch“ von 1264 bis 1289 erschien Neuwühren mit dem Namen de Javorn, das sich von dem altpolabitischen (einem slawischen Stamm) Wort Javor für Ahorn ableitet. Kurz darauf hieß es Nî-Jaworn, was darauf hindeutet, dass, wie damals üblich, neben dem wendischen ein deutsches „neues“ Dorf zwecks Kolonisation gegründet wurde. Um 1460 hieß das Dorf bereits Nyenwörden – zu Neuwühren war es nun kein langer Weg mehr. Wie die meisten Orte in der Umgebung gehörte Neuwühren zum Kloster Preetz. Nach dem Bau der dortigen Kirche gehörte Neuwühren zum Kirchspiel Elmschenhagen. 1931 wurde der Ort in die neugegründete Gemeinde Pohnsdorf eingegliedert.

## Lage und Verkehr
Von Neuwühren aus gibt es Straßen nach Pohnsdorf, Raisdorf und in den Kieler Stadtteil Rönne. An den öffentlichen Personennahverkehr ist der Ort nicht angebunden.

## Die Waldkapelle

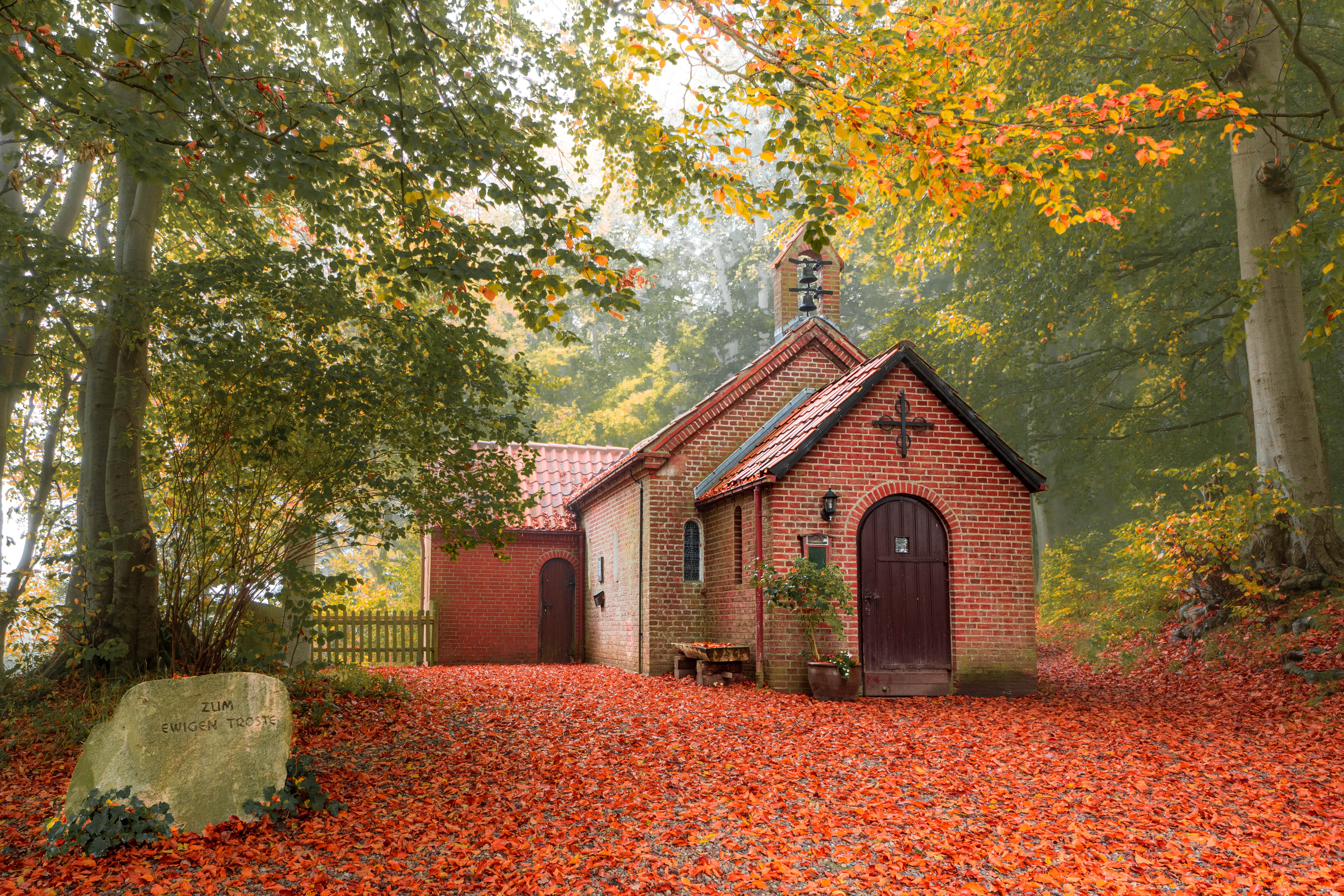
Die Waldkapelle

In Neuwühren gibt es die Kapelle „Zum ewigen Troste“. Sie wurde 1882 als Spritzenhaus erbaut. Nach dem Zweiten Weltkrieg diente es als Unterkunft für Flüchtlinge und Vertriebene. Am 26. April 1953 wurde das Gebäude auf Initiative des damaligen Krooger Pastor Theodor Pinn zur Kapelle geweiht. Bis 1978 wurde das Gebäude ausgebaut und erweitert. Die Glasfenster stammen von Heinrich Basedow. Seitdem findet dort jeden Sonntag ein Gottesdienst statt, der regelmäßig durch Laienprediger, Professoren aus allen Fachbereichen der Christian-Albrechts-Universität zu Kiel und Personen des öffentlichen Lebens wie Peter Harry Carstensen oder Norbert Aust (Leiter des Theaters im Werftpark Kiel) als Prediger gefeiert wird. Regelmäßig wird auch in plattdeutschem Dialekt gepredigt. Kirchenverwaltungsrechtlich gehört die Kapelle zu keiner Kirchengemeinde. Unterhalten wird die Kapelle durch einen Kapellenverein. Nach deren eigenen Angaben ist die Waldkapelle, die 22 Besucher fasst, das kleinste Gotteshaus Nordelbiens.